# Ansible (logiciel)
Pour le dispositif théorique de communications supraluminiques, voir Ansible.
Ansible est une plateforme logicielle libre pour la configuration et la gestion des ordinateurs. Elle combine le déploiement de logiciels (en) multinœuds, l'exécution des tâches ad-hoc et la gestion de configuration. Elle gère les différents nœuds à travers SSH et ne nécessite l'installation d'aucun logiciel supplémentaire sur ceux-ci. Les modules communiquent via la sortie standard en notation JSON et peuvent être écrits dans n'importe quel langage de programmation. Le système utilise YAML pour exprimer des descriptions réutilisables de systèmes, appelées playbook.

## Historique
La plateforme a été créée par Michael DeHaan, l'auteur de l'application serveur de provisionnement Cobbler et coauteur du cadre de développement Fedora Unified Network Controller, complémentaire, pour l'administration à distance. Parmi les utilisateurs d'Ansible, on dénombre le Fedora Project, Hewlett-Packard Allemagne, Basho Technologies (en), ALE International et l'Université Aristote de Thessalonique, ainsi qu'Airbus, La Poste et la Société générale. Ansible est inclus dans le cadre de la distribution Linux Fedora, propriété de Red Hat inc., et est également disponible pour Red Hat Enterprise Linux, CentOS et Scientific Linux via les paquets supplémentaires Extra Packages for Enterprise Linux (EPEL).
Ansible Inc. était la société derrière le développement commercial de l'application Ansible. Red Hat a racheté Ansible Inc. en octobre 2015.
Le nom Ansible a été choisi en référence au terme Ansible utilisé par Ursula Le Guin dans ses romans de science-fiction pour désigner un moyen de communication plus rapide que la lumière.

## Ansible Tower
Ansible Tower est une API, un service Web et une console Web conçue pour rendre Ansible plus facilement utilisable par les équipes informatiques. 
C'est une console centrale de gestion des tâches d'automatisation. 
Tower est un produit commercial pris en charge par Red Hat, Inc.

Il en existe une version gratuite, servant de version bêta pour sa grande sœur Tower, qui s'appelle AWX. Cette version est également utilisable par les entreprises mais n'est pas garantie.